# A Dominikai Köztársaság a 2016. évi nyári olimpiai játékokon
A Dominikai Köztársaság a brazíliai Rio de Janeiróban megrendezett 2016. évi nyári olimpiai játékok egyik részt vevő nemzete volt. Az országot az olimpián 11 sportágban 26 sportoló képviselte, akik összesen 1 érmet szereztek.

## Érmesek
| Érem  | Versenyző   | Sportág   | Versenyszám   |
| ----- | ----------- | --------- | ------------- |
| Bronz | Luisito Pié | Taekwondo | Férfi légsúly |

## Atlétika
Férfi
| Versenyző                                                                | Versenyszám     | Előfutam | Előfutam | Előfutam | Elődöntő | Elődöntő | Elődöntő | Döntő   | Döntő    |
| Versenyző                                                                | Versenyszám     | Idő      | Hely.    | Össz.    | Idő      | Hely.    | Össz.    | Idő     | Helyezés |
| ------------------------------------------------------------------------ | --------------- | -------- | -------- | -------- | -------- | -------- | -------- | ------- | -------- |
| Stanly del Carmen                                                        | 200 m           | 20,55    | 6.       | 38.*     | kiesett  | kiesett  | kiesett  | kiesett | kiesett  |
| Yancarlos Martínez                                                       | 200 m           | 20,97    | 7.       | 66.      | kiesett  | kiesett  | kiesett  | kiesett | kiesett  |
| Gustavo Cuesta                                                           | 400 m           | 46,92    | 7.       | 42.      | kiesett  | kiesett  | kiesett  | kiesett | kiesett  |
| Luguelín Santos                                                          | 400 m           | 45,61    | 2.       | 23.      | 44,71    | 4.       | 10.      | kiesett | kiesett  |
| Mayobanex de Óleo Yohandris Andújar Stanly del Carmen Yancarlos Martínez | 4 × 100 m váltó | kizárták | kizárták | kizárták |          |          |          | kiesett | kiesett  |
| Yon Soriano Luguelín Santos Luis Charles Gustavo Cuesta                  | 4 × 400 m váltó | 3:01,76  | 5.       | 10.      |          |          |          | kiesett | kiesett  |

Női
| Versenyző       | Versenyszám | Előfutam | Előfutam | Előfutam | Elődöntő | Elődöntő | Elődöntő | Döntő   | Döntő    |
| Versenyző       | Versenyszám | Idő      | Hely.    | Össz.    | Idő      | Hely.    | Össz.    | Idő     | Helyezés |
| --------------- | ----------- | -------- | -------- | -------- | -------- | -------- | -------- | ------- | -------- |
| Mariely Sánchez | 200 m       | 23,39    | 7.       | 49.      | kiesett  | kiesett  | kiesett  | kiesett | kiesett  |

| Versenyző     | Versenyszám | Selejtező | Selejtező | Döntő    | Döntő    |
| Versenyző     | Versenyszám | Eredmény  | Helyezés  | Eredmény | Helyezés |
| ------------- | ----------- | --------- | --------- | -------- | -------- |
| Ana José Tima | Hármasugrás | 13,61 m   | 27.       | kiesett  | kiesett  |

* - egy másik versenyzővel azonos eredményt ért el

## Cselgáncs
Férfi
| Versenyző    | Versenyszám | Selejtező         | 32-es főtábla                      | Nyolcaddöntő                         | Negyeddöntő                           | Elődöntő          | Vigaszág elődöntő                    | Bronz- mérkőzés   | Döntő             | Helyezés |
| Versenyző    | Versenyszám | Ellenfél Eredmény | Ellenfél Eredmény                  | Ellenfél Eredmény                    | Ellenfél Eredmény                     | Ellenfél Eredmény | Ellenfél Eredmény                    | Ellenfél Eredmény | Ellenfél Eredmény | Helyezés |
| ------------ | ----------- | ----------------- | ---------------------------------- | ------------------------------------ | ------------------------------------- | ----------------- | ------------------------------------ | ----------------- | ----------------- | -------- |
| Wander Mateo | Harmatsúly  | erőnyerő          | Rodrick Kuku (COD) · 010(3)-000(1) | Sergiu Oleinic (POR) · 100(1)-000(1) | Ebinuma Maszasi (JPN) · 000(2)–111(0) |                   | Rishod Sobirov (UZB) · 000(0)–100(2) | kiesett           |                   | 7.       |

## Íjászat
Női
| Versenyző      | Versenyszám | Selejtező | Selejtező | 64-es főtábla                              | 32-es főtábla     | Nyolcaddöntő      | Negyeddöntő       | Elődöntő          | Döntő             | Helyezés |
| Versenyző      | Versenyszám | Pont      | Kiemelés  | Ellenfél Eredmény                          | Ellenfél Eredmény | Ellenfél Eredmény | Ellenfél Eredmény | Ellenfél Eredmény | Ellenfél Eredmény | Helyezés |
| -------------- | ----------- | --------- | --------- | ------------------------------------------ | ----------------- | ----------------- | ----------------- | ----------------- | ----------------- | -------- |
| Yessica Camilo | Egyéni      | 525       | 64.       | Cshö Miszon (Choi Mi-seon) (KOR)(1.) · 0-6 | kiesett           | kiesett           | kiesett           | kiesett           | kiesett           | 33.      |

## Kerékpározás

### Országúti kerékpározás
Férfi
| Versenyző   | Versenyszám   | Idő           | Helyezés      |
| ----------- | ------------- | ------------- | ------------- |
| Diego Milán | Mezőnyverseny | nem ért célba | nem ért célba |

## Lovaglás
Díjlovaglás
| Versenyző             | Ló          | Versenyszám | 1. kör | 1. kör | 2. kör  | 2. kör  | Döntő   | Döntő   | Végeredmény | Végeredmény |
| Versenyző             | Ló          | Versenyszám | Pont   | Hely.  | Pont    | Hely.   | Pont    | Hely.   | Pont        | Helyezés    |
| --------------------- | ----------- | ----------- | ------ | ------ | ------- | ------- | ------- | ------- | ----------- | ----------- |
| Yvonne Losos de Muñiz | Foco Loco W | Egyéni      | 61,300 | 59.    | kiesett | kiesett | kiesett | kiesett | kiesett     | kiesett     |

## Ökölvívás
Férfi
| Versenyző            | Versenyszám | Selejtező                 | Nyolcaddöntő      | Negyeddöntő       | Elődöntő          | Döntő             | Helyezés |
| Versenyző            | Versenyszám | Ellenfél Eredmény         | Ellenfél Eredmény | Ellenfél Eredmény | Ellenfél Eredmény | Ellenfél Eredmény | Helyezés |
| -------------------- | ----------- | ------------------------- | ----------------- | ----------------- | ----------------- | ----------------- | -------- |
| Leonel de los Santos | Légsúly     | Yoel Finol (VEN) · 0-3    | kiesett           | kiesett           | kiesett           | kiesett           | 17.      |
| Héctor García        | Harmatsúly  | Dmitry Asanov (BLR) · 1-2 | kiesett           | kiesett           | kiesett           | kiesett           | 17.      |

## Sportlövészet
Férfi
| Versenyző            | Versenyszám | Selejtező | Selejtező | Elődöntő | Elődöntő | Döntő   | Döntő    |
| Versenyző            | Versenyszám | Pont      | Helyezés  | Pont     | Helyezés | Pont    | Helyezés |
| -------------------- | ----------- | --------- | --------- | -------- | -------- | ------- | -------- |
| Eduardo José Lorenzo | Trap        | 114       | 20.       | kiesett  | kiesett  | kiesett | kiesett  |

## Súlyemelés
Férfi
| Versenyző           | Versenyszám | Szakítás | Szakítás | Lökés    | Lökés    | Összesen | Helyezés |
| Versenyző           | Versenyszám | Eredmény | Helyezés | Eredmény | Helyezés | Összesen | Helyezés |
| ------------------- | ----------- | -------- | -------- | -------- | -------- | -------- | -------- |
| Luis Alberto García | 56 kg       | 118      | 7.       | 145      | 9.       | 263      | 8.       |

Női
| Versenyző           | Versenyszám | Szakítás | Szakítás | Lökés    | Lökés    | Összesen | Helyezés |
| Versenyző           | Versenyszám | Eredmény | Helyezés | Eredmény | Helyezés | Összesen | Helyezés |
| ------------------- | ----------- | -------- | -------- | -------- | -------- | -------- | -------- |
| Beatriz Pirón       | 48 kg       | 85       | 3.       | 102      | 5.       | 187      | 4.       |
| Yudelquis Maridalin | 58 kg       | 100      | 5.       | 117      | 7.       | 217      | 6.       |

## Taekwondo
Férfi
| Versenyző        | Versenyszám | Nyolcaddöntő                   | Negyeddöntő              | Elődöntő                   | Vigaszág elődöntő | Bronz- mérkőzés           | Döntő             | Helyezés |
| Versenyző        | Versenyszám | Ellenfél Eredmény              | Ellenfél Eredmény        | Ellenfél Eredmény          | Ellenfél Eredmény | Ellenfél Eredmény         | Ellenfél Eredmény | Helyezés |
| ---------------- | ----------- | ------------------------------ | ------------------------ | -------------------------- | ----------------- | ------------------------- | ----------------- | -------- |
| Luisito Pié      | Légsúly     | Levent Tuncat (GER) · kizárták | Rui Bragança (POR) · 4-1 | Tawin Hanprab (THA) · 7-11 |                   | Jesús Tortosa (ESP) · 6-5 |                   |          |
| Moisés Hernández | Váltósúly   | Tahir Güleç (GER) · 2-4        | kiesett                  | kiesett                    |                   |                           |                   | 11.      |

Női
| Versenyző           | Versenyszám | Nyolcaddöntő            | Negyeddöntő       | Elődöntő          | Vigaszág elődöntő | Bronz- mérkőzés   | Döntő             | Helyezés |
| Versenyző           | Versenyszám | Ellenfél Eredmény       | Ellenfél Eredmény | Ellenfél Eredmény | Ellenfél Eredmény | Ellenfél Eredmény | Ellenfél Eredmény | Helyezés |
| ------------------- | ----------- | ----------------------- | ----------------- | ----------------- | ----------------- | ----------------- | ----------------- | -------- |
| Katherine Rodríguez | Nehézsúly   | Wiam Dislam (MAR) · 1-5 | kiesett           | kiesett           |                   |                   |                   | 11.      |

## Tenisz
Férfi
| Versenyző              | Versenyszám | 64-es főtábla                            | 32-es főtábla     | Nyolcaddöntő      | Negyeddöntő       | Elődöntő          | Bronz- mérkőzés   | Döntő             | Helyezés |
| Versenyző              | Versenyszám | Ellenfél Eredmény                        | Ellenfél Eredmény | Ellenfél Eredmény | Ellenfél Eredmény | Ellenfél Eredmény | Ellenfél Eredmény | Ellenfél Eredmény | Helyezés |
| ---------------------- | ----------- | ---------------------------------------- | ----------------- | ----------------- | ----------------- | ----------------- | ----------------- | ----------------- | -------- |
| Victor Estrella Burgos | Egyes       | Fabio Fognini (ITA) · 6-2, 6-7(4–7), 0-6 | kiesett           | kiesett           | kiesett           | kiesett           | kiesett           | kiesett           | 33.      |

## Úszás
Férfi
| Versenyző    | Versenyszám | Előfutam | Előfutam | Előfutam | Elődöntő | Elődöntő | Elődöntő | Döntő   | Döntő    |
| Versenyző    | Versenyszám | Idő      | Hely.    | Össz.    | Idő      | Hely.    | Össz.    | Idő     | Helyezés |
| ------------ | ----------- | -------- | -------- | -------- | -------- | -------- | -------- | ------- | -------- |
| Jhonny Pérez | 100 m gyors | 51,50    | 1.       | 52.      | kiesett  | kiesett  | kiesett  | kiesett | kiesett  |

Női
| Versenyző       | Versenyszám | Előfutam | Előfutam | Előfutam | Elődöntő | Elődöntő | Elődöntő | Döntő   | Döntő    |
| Versenyző       | Versenyszám | Idő      | Hely.    | Össz.    | Idő      | Hely.    | Össz.    | Idő     | Helyezés |
| --------------- | ----------- | -------- | -------- | -------- | -------- | -------- | -------- | ------- | -------- |
| Dorian McMenemy | 50 m gyors  | 27,37    | 8.       | 55.      | kiesett  | kiesett  | kiesett  | kiesett | kiesett  |